# Air-Walker
Air-Walker (Gabriel Lan) (también conocido como Gabriel el Caminante Aéreo) es un personaje ficticio que aparece en los cómics estadounidenses publicados por Marvel Comics.

## Historial de publicaciones
Creado por Stan Lee y John Buscema, Air-Walker apareció por primera vez (en forma de androide) en Fantastic Four # 120 (marzo de 1972). El personaje apareció más tarde en Fantastic Four # 211 (octubre de 1979), Captain America # 249 (septiembre de 1980), Dazzler # 10 (diciembre de 1981) y Silver Surfer vol. 3 # 41 (septiembre de 1990).

## Biografía ficticia
Gabriel Lan es miembro del Xandarian Nova Corps y el capitán de la nave espacial exploratoria y diplomática Way-Opener. Al regresar de una misión en el espacio, Way-Opener se enfrentó a la nave de la entidad cósmica Galactus, quien secuestra a Lan y se ofrece a transformarlo en un heraldo, de manera similar a Silver Surfer.
Un Lan dispuesto acepta y se convierte en Air-Walker. Pyreus Kril, el primer oficial de Way-Opener y amigo de Lan, se obsesiona con encontrar a Galactus después del secuestro. Lan se vuelve devoto de Galactus, y lo más parecido que Galactus ha tenido a un verdadero amigo. En un viaje para buscar un planeta para el sustento de Galactus, lucha contra la raza alienígena los Ovoides, que matan a Lan, pero no antes de que Galactus recupere y transfiera la última chispa del alma de Lan a un cuerpo de androide.
Insatisfecho con el androide, que carecía de la personalidad de Lan, Galactus lo envía a la Tierra para volver a alistar al Silver Surfer como su Heraldo. El Air-Walker se encuentra con los Cuatro Fantásticos y luego es derrotado por el Surfer, quien adivina la verdadera naturaleza del androide. Mister Fantástico reprograma la nave de Galactus para llevarlo a la Zona Negativa, donde aparentemente tendrá una gran cantidad de mundos para consumir. Los restos del Air-Walker son encontrados por el villano Machinesmith.
El androide eventualmente se repara a sí mismo y se reactiva. Creyendo ser el Gabriel Lan original, Air-Walker intenta encontrar al Surfer, pero se encuentra con el Dios del Trueno, Thor. La capacidad del Air-Walker para empuñar el martillo de Thor, Mjolnir, revela su naturaleza no humana, y Thor destruye al androide. Otro de los antiguos Heraldos de Galactus, Firelord, se entera de la batalla y se enfrenta a Thor. Firelord revela que una vez fue Pyreus Kril, y finalmente localizó la nave de Galactus y se enfrentó a la entidad. Galactus acordó revelar el destino de Lan con la condición de que Pyreus le sirviera como su último Heraldo. Firelord luego regresa al espacio con los restos del androide.
Firelord y Surfer eventualmente reviven al androide para ayudar en una batalla contra el Heraldo más despiadado de Galactus, Morg, quien destruye completamente el Air-Walker. Una versión de Air-Walker y Firelord ayuda al joven equipo de superhéroes Nuevos Guerreros contra una amenaza del planeta Xandar.
La conciencia de Lan es luego absorbida por la computadora de la Nave Mundial de Galactus, y en forma de datos dirige a Galactus a mundos deshabitados. Aunque la Nave Mundial es destruida más tarde en una batalla con la entidad Tyrant, el Air-Walker recupera su forma física y lucha contra la Ola de Aniquilación junto a sus compañeros Heraldos, pero es destruido una vez más.

## Poderes y habilidades
Gabriel Lan era un hombre normal hasta que Galactus lo transformó. Dotado del Poder Cósmico, Lan como el Caminante Aéreo poseía una fuerza, resistencia, reflejos y reacciones sobrehumanos, dominio del espectro electromagnético e inmunidad total a los rigores del espacio. Como todos los Heraldos, el Air-Walker era capaz de viajar más rápido que la velocidad de la luz. Gabriel Lan se graduó de la Academia Xandarian Nova Corps y, además de un conocimiento profundo del combate, tiene conocimiento de tecnología alienígena avanzada y navegación espacial.
Durante sus años de servicio como Heraldo de Galactus, Lan el Caminante Aéreo había recibido una poderosa reliquia cósmica a través de la cual maximizó su Poder Cósmico, el Arco de Gabriel, un arma poderosa que permite a su usuario terraformar mundos enteros. Este proceso hiper-enriqueció sus propiedades nutricionales al tiempo que redujo sus poblaciones a la docilidad, haciendo comidas mucho más satisfactorias de las que Galactus podría alimentarse.
La versión de Android de Lan parece poseer las mismas habilidades, además de un sistema de autorreparación único y una baliza de localización que podría usar para encontrar la nave de Galactus.

## En otros medios

### Televisión
- Air-Walker aparece en el episodio de The Avengers: Earth's Mightiest Heroes, "Avengers Assemble".[13] Aparece como uno de los cuatro heraldos de Galactus. Esta versión es una construcción de aire. Supervisó la construcción de un dispositivo en las montañas que ayudaría a Galactus a consumir la Tierra. En su batalla contra los Vengadores, Air-Walker se enfrenta a un grupo de superhéroes formado por Thor, Visión, Viuda Negra, Luke Cage y Falcon. Thor y Visión luchan contra el heraldo mientras los demás preparan explosivos para destruir la máquina. Air-Walker finalmente se debilita severamente por el rayo de Thor antes de ser destruido por el láser de Visión.